# Široký vrch (České středohoří)
Široký vrch je kopec nacházející se na severozápadním okraji Mostu, asi dva kilometry od městského centra. Jeho nadmořská výška je 387 m. Navazuje přímo na městskou zástavbu. Spolu se sousedícím kopcem Hněvínem odděluje Most od městské části Souš. Je téměř celý pokryt smíšeným lesem, jen na jižním svahu se rozkládají vinice. Na vrcholu se nachází rozhlasový a televizní vysílač a také hotel, ke kterému vede asfaltová cesta – Úpadní ulice a ulice Široký vrch.